# Styrax pohlii
Styrax pohlii es una especie de planta de la familia Styracaceae originaria de Brasil, donde se encuentra en la Amazonía, la Caatinga y el Cerrado.

## Taxonomía
Styrax pohlii fue descrita por Alphonse Pyrame de Candolle y publicado en Prodromus Systematis Naturalis Regni Vegetabilis 8: 264. 1844.
Etimología
Styrax: nombre genérico que deriva del nombre griego clásico utilizado por Teofrasto derivado de un nombre semítico para estas plantas productoras de resina de la que se recopila el estoraque.
pohlii: epíteto otorgado en honor del botánico Johann Baptist Emanuel Pohl. 
Sinonimia
- Strigilia pohlii (A. DC.) Miers
- Strigilia punctata (A. DC.) Miers
- Styrax ambiguus Seub.
- Styrax ambiguus var. apiculatus Chodat & Hassl.
- Styrax bogotensis Perkins
- Styrax discolor M.F. Silva
- Styrax pachyphyllus Pilg.
- Styrax pohlii f. calvescens Perkins
- Styrax punctatus A. DC.
- Styrax tafelbergensis Maguire[4]